# 小行星19872
小行星19872（19872 Chendonghua）是一颗绕太阳运转的小行星，为主小行星带小行星。该小行星于1960年9月19日发现。

## 轨道参数
小行星19872的轨道半长轴为354 201 323 km，2.3676559 UA，离心率为0.209。